# Alyssa Mautz
Alyssa Lee Mautz (O'Fallon, Missouri, 29 de julio de 1989) es una jugadora de fútbol estadounidense. Juega de delantera y mediocampista para el Chicago Red Stars de la National Women's Soccer League de Estados Unidos. En el pasado, jugó para el Sky Blue FC de la Women's Professional Soccer (WPS), y para el Zorky Krasnogorsk en el Campeonato Ruso de fútbol femenino. Además, ha jugado para el seleccionado estadounidense sub-20.
Mautz comenzó a jugar al fútbol universitario en la Universidad de San Luis en 2008.

## Estadísticas

### Clubes
| Club                     | País           | Año             |
| ------------------------ | -------------- | --------------- |
| Sky Blue FC              | Estados Unidos | 2011            |
| Chicago Red Stars        | Estados Unidos | 2012 - presente |
| Zorky (cedida)           | Rusia          | 2013            |
| Perth Glory (cedida)     | Australia      | 2016 - 2017     |
| Adelaide United (cedida) | Australia      | 2017 - 2018     |
| Perth Glory (cedida)     | Australia      | 2018 - 2019     |